# 鄭鎮珝
鄭 鎮珝（チョン・ジヌ、朝鮮語: 정진후/鄭鎭珝、1957年11月6日 - ）は、大韓民国の教員、政治家。第14代全国教職員労働組合委員長、第19代韓国国会議員を歴任した。
本貫は東萊鄭氏。元ソウル特別市議会議員の鄭鎮述は従弟。

## 経歴
全羅南道咸平郡出身。中央大学校文芸創作学科卒。安養芸術高等学校・義王白雲中学校・水原第一中学校の教師、第14代全教組委員長、私学法改正運動共同代表、国会議員（統合進歩党を経て正義党所属）、正義党院内代表、慶州大学校総長（2019年6月より）を歴任した。